# Vandtårnet på Søndermarken
Vandtårnet på Søndermarken er et vandtårn på Søndermarken i Vejle. Tårnet er et af to vandtårne i Vejle (det andet værende vandtårnet på Nørremarken), som er af paddehattetypen.
I 2009 udsmykkede TRE-FOR, som er tårnets ejer, tårnet med hvidt og blåt LED-lys som et led i et samarbejdsprojekt mellem Philips og Vejle Kommune kaldet "Lysende Vejle 2008". I 2010 afholdte virksomheden "Åbent Vandtårn" i forbindelse med Verdens Vanddag i dens tre vandtårne (foruden på Søndermarken også Gøhlmanns Vandtårn, Kolding og Kaltofte Vandtårn, Fredericia), hvor mellem 500 og 600 mennesker benyttede lejligheden til at se byen fra toppen af tårnet.
Radio Vejlefjord sender fra vandtårnet.